# Mallaig
Mallaig (wym. [ˈmælɪɡ]ⓘ, gael. Malaig [ˈmal̪ˠɛkʲ]) – miejscowość portowa w zachodniej Szkocji, w jednostce administracyjnej Highland (historycznie w Inverness-shire), na zachodnim krańcu zabytkowej linii kolejowej z Fort William, mieszka tu około 800 ludzi.
Odpływają stąd promy na Wyspę Skye i Hebrydy Zewnętrzne. W miejscowości działa schronisko młodzieżowe.